# Calpanthula
Calpanthula is een geslacht van neteldieren uit de klasse van de Anthozoa (bloemdieren).

## Soort
- Calpanthula guinensis Van Beneden, 1897